# Kunstgewerbeschule Düsseldorf (Gebäude)

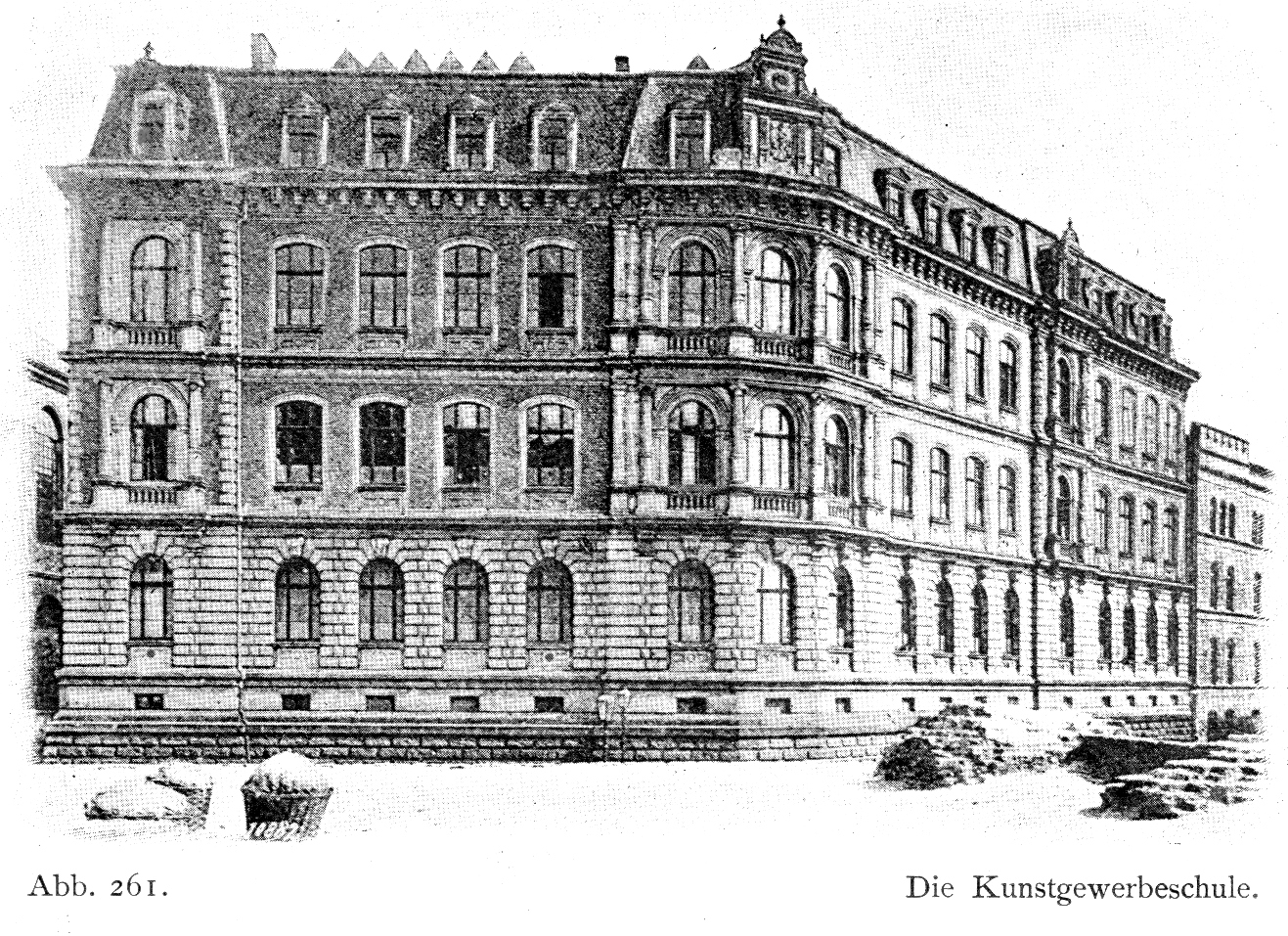
Kunstgewerbeschule Düsseldorf, vor 1904, im Vordergrund Fundamentreste der alten Gemäldegalerie

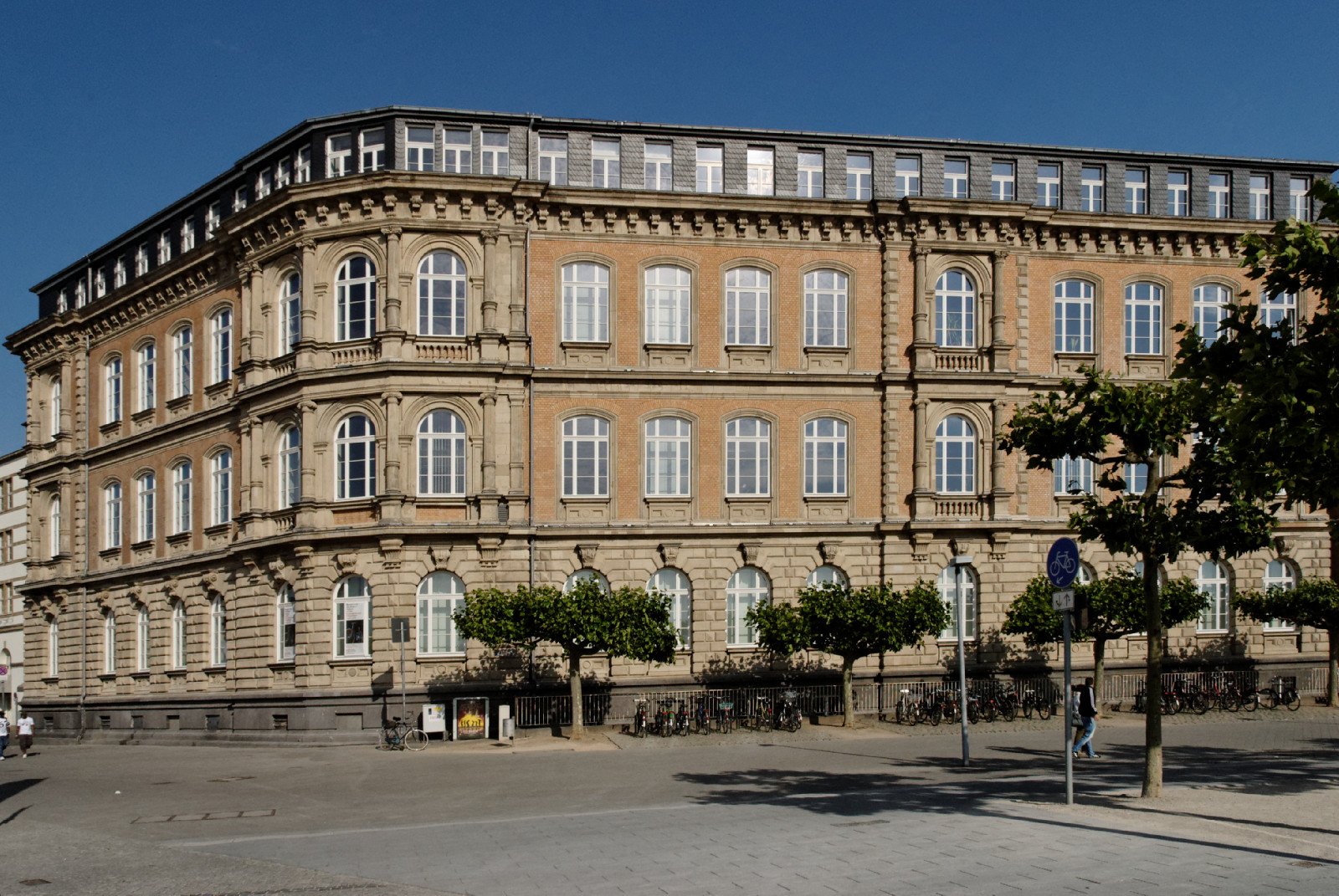
Ehemalige Kunstgewerbeschule Düsseldorf, 2011

Das Gebäude der ehemaligen Kunstgewerbeschule am Burgplatz 1 in Düsseldorf bildet heute einen Teil des Rathausgebäudes. Von 1883 bis 1919 bestand hier die Kunstgewerbeschule Düsseldorf.
Im Jahr 1875 erhielt die Stadt Düsseldorf vom preußischen Staat das Grundstück der alten Gemäldegalerie, das zwischen dem Rathaus und dem alten Schloss gelegen und seit 1819 von der Kunstakademie Düsseldorf genutzt worden war. Das alte Schloss war im März 1872 großenteils aus- und abgebrannt. Die von der Kunstakademie ebenfalls genutzte Galerie war bei dem Großbrand aber weitgehend noch intakt geblieben. Nachdem die Kunstakademie mit einem Neorenaissance-Bau am Sicherheitshafen bis 1879 ein neues Domizil erhalten hatte, war der Weg frei für die Errichtung einer Kunstgewerbeschule, deren Statut der zuständige Minister nach mehrjährigen Verhandlungen am 28. Februar 1882 erließ. Die laufenden Kosten der am 3. April 1883 eröffneten Schule trug die Stadt Düsseldorf, der Staat gewährte anfangs einen jährlichen Zuschuss von 7830 Mark, der bis zum Jahr 1900 auf jährlich 30.000 Mark erhöht wurde. Außerdem gewährte der Staat einen einmaligen Baukostenzuschuss von 225.000 Mark für Instandsetzungs- bzw. Neubaumaßnahmen.
Das neue Gebäude wurde bis 1883 von Eberhard Westhofen im historistischen Stil der Neorenaissance erbaut. An den Straßenfronten wurde für hervorgehobene Architekturteile Werkstein verwendet. Die Fassade ist ansonsten, insbesondere im Innenhof zum Rathaus hin, mit gelbem Backstein verblendet. Eine besondere Betonung erfährt die abgerundete Ecke durch einen dreiachsigen Eckrisalit, der bei Fertigstellung des Baus mit einem steilen Walmdach und einem geschmückten Zwerchgiebel gegliedert war. Das Gebäude wurde nach Zerstörungen im Zweiten Weltkrieg vereinfacht aufgebaut. Auf das steile Walmdach und die Ziergiebel wurde beim Wiederaufbau in der Nachkriegszeit verzichtet. Das heute denkmalgeschützte Gebäude, das zum Teil für die „Akademie-Galerie“ der Kunstakademie Düsseldorf genutzt wird, befindet sich an der Ecke Burgplatz/Rathausufer. 